# Un Nadal de bojos
Un Nadal de bojos (títol original: Christmas with the Krank), és una pel·lícula estatunidenca dirigida per Joe Roth l'any 2004. Aquest film és una adaptació del llibre de John Grisham titulat Skipping Christmas. Ha estat doblada al català.

## Argument
La filla de la família Krank marxa a un curset humanitari al Perú, però la seva sortida està prevista alguns dies abans de Nadal i Nora està molt decebuda perquè volia passar Nadal amb la seva filla. Els Krank decideixen llavors anar a fer un creuer de deu dies i boicotejar Noël, la qual cosa sembra el descontentament entre els seus veïns. Tanmateix, la seva filla els anuncia a l'últim minut que torna finalment a passar Nadal a casa. Nora està molt contenta, però Luther prefereix el creuer. La parella llavors ha d'afrontar totes les planificacions d'últim minut.

## Repartiment
- Tim Allen: Luther Krank
- Jamie Lee Curtis: Nora Krank
- Dan Aykroyd: Vic Frohmeyer
- Erik Per Sullivan: Spike Frohmeyer
- M. Emmet Walsh: Walt Scheel
- Elizabeth Franz: Bev Scheel
- Cheech Marin: oficial Salino
- Jake Busey: oficial Treen
- Austin Pendleton: Umbrella Santa / Marty
- Tom Poston: pare Zabriskie
- Julie Gonzalo: Blair Krank
- Rene Lavan: Enrique Decardenal
- Caroline Rhea: Candi
- Felicity Huffman: Merry
- Patrick Breen: Aubie